# Krzysztof Wakuliński
Krzysztof Wakuliński (ur. 27 marca 1949 w Warszawie) – polski aktor teatralny i filmowy.

## Kariera
W 1971 roku ukończył studia na warszawskiej PWST.
W latach 1971–1974 występował w Teatrze Ludowym, w latach 1974–1983 w Teatrze Narodowym, w latach 1983–1995 w Teatrze Współczesnym, w sezonie 1995/1996 w Teatrze Powszechnym, w roku 1997 w Teatrze Dramatycznym. Od roku 1997, ponownie aktor Teatru Narodowego.

## Nagrody
W 1982 roku otrzymał Nagrodę Przewodniczącego Komitetu ds. Radia i Telewizji II stopnia, za kreację aktorską w spektaklu Teatru Telewizji „Pierścień wielkiej damy” Norwida.
W 1988 roku otrzymał Nagrodę Przewodniczącego Komitetu ds. Radia i Telewizji za wybitne kreacje aktorskie w Teatrze Polskiego Radia, w szczególności za rolę Jana w „Fantazym”, oraz za interpretację współczesnej prozy i poezji.
9 grudnia 2002 roku otrzymał Nagrodę Teatru Polskiego Radia „Wielki Splendor” za kreacje radiowe.
W 2009 roku wystąpił w roli Samsona Miodka w radiowej adaptacji powieści „Narrenturm” autorstwa Andrzeja Sapkowskiego.

## Filmografia
- Piąta rano (1969)
- Diament radży (1971), jako Harry Hartley
- Odejścia, powroty (1972), jako Henryk
- Wielka miłość Balzaka (1973), jako Eugeniusz
- Karino (1974), jako Henryk Roszko
- Trzy po trzy (1977)
- Spokojne lata (1981), jako Edward
- Akademia pana Kleksa (1983)
- Trapez (1984), jako Witold Rozumowicz
- Komediantka (1986), jako Marian Topolski
- Komediantka (1987), jako Marian Topolski
- Królewskie sny (1988), jako Ciołek Stanisław
- Ucieczka z kina „Wolność” (1990), jako Docent
- Wielka wsypa (1992) jako pułkownik SB
- Bank nie z tej ziemi (1993–1994) (serial) jako Ksawery
- Faustyna (1994), jako ksiądz Michał Sopoćko
- Dzieci i ryby (1996), jako słynny reżyser
- Czas zdrady (1997), jako wysłannik
- Trzy szalone zera (1999), jako tata Oli
- Prymas. Trzy lata z tysiąca (2000), jako pułkownik
- Marszałek Piłsudski (2001), jako Józef Beck
- Psie serce (2002), jako Leszek
- Defekt (2003–2005), jako mecenas
- Na Wspólnej (2003–2006), jako Oskar Madejski
- Stary człowiek i pies (2007), jako Marek
- Skorumpowani (2008), jako „Apostoł”
- Ojciec Mateusz (2008), jako reżyser filmowy — Paweł Donat (odc. 9)
- Złoty środek (2009), jako Jerzy, ojciec Tomasza
- Na dobre i na złe (2011), jako profesor Soszyński
- Ojciec Mateusz (2024), jako więzień i reżyser filmowy — Paweł Donat (odc. 400)

### Dubbing
- 2021: Spider-Man: Bez drogi do domu – Norman Osborn / Green Goblin[2]